# Бенчли, Роберт
Роберт Бенчли (англ. Robert Benchley; 15 сентября 1889, Вустер — 21 ноября 1945, Нью-Йорк) — американский журналист, актёр и сценарист.

## Биография
Роберт Чарльз Бенчли был известен своим едким юмором. Работал журналистом для крупных журналов, таких как «Vanity Fair» и «The New Yorker».
Близкий друг писательницы Дороти Паркер, в 1920—1930 годах был среди лидеров литературного кружка «Алгонкинский круглый стол» (англ. Algonquin Round Table).
Он также работал в качестве актёра и сценариста, в 1935 году он выиграл премию Американской киноакадемии за Короткометражный комедийный фильм «Как спать» по собственному сценарию, в котором он также выступил в качестве актёра и режиссёра.

## Избранная фильмография
| Год  |   | Русское название              | Оригинальное название   | Роль              |
| ---- | - | ----------------------------- | ----------------------- | ----------------- |
| 1933 | ф | Танцующая леди                | Dancing Lady            | Уорд Кинг         |
| 1935 | ф | Китайские моря                | China Seas              | Маккалеб          |
| 1937 | ф | Бродвейская мелодия 1938 года | Broadway Melody of 1938 | Даффи             |
| 1940 | ф | Иностранный корреспондент     | Foreign Correspondent   | Стеббинс          |
| 1942 | ф | Майор и малютка               | The Major and the Minor | Альберт Осборн    |
| 1942 | ф | Я женился на ведьме           | I Married a Witch       | доктор Дадли Уайт |
| 1944 | ф | Песнь о России                | Song of Russia          | Хэнк Хиггинс      |